# Пентіні
Пентіні — давньоєгипетський фараон з Абідосської династії.

## Життєпис
Ім'я фараона вказує, що він походив з Тініса, що неподалік від Абідоса. Відомий він лише завдяки єдиній вапняковій стелі, яку було виявлено в Абідосі Фліндерсом Пітрі. Стела присвячена сину царя Джехуті-аа й дочці царя Хотепнеферу. Нині вона зберігається у Британському музеї.
Існує припущення, що він належав до місцевих правителів, які наприкінці доби правління XIII династії упродовж нетривалого часу правили Абідосом у Середньому Єгипті, де виникла незалежна держава. Це було пов'язано із завоюванням Мемфіса гіксосами. Однак така гіпотеза є суперечливою.